# دونتون (باكينجهامشير)
دونتون (بالإنجليزية: Dunton, Buckinghamshire)‏ هي أبرشية مدنية تقع في المملكة المتحدة في إنجلترا. يقدر عدد سكانها بـ 189 نسمة .

## معرض صور

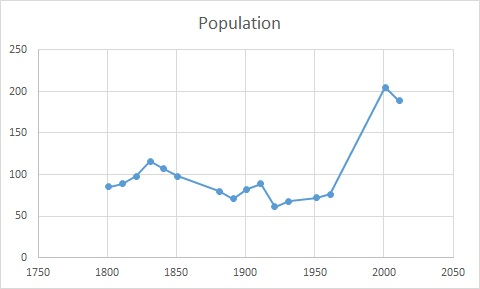
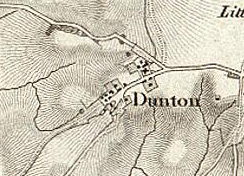
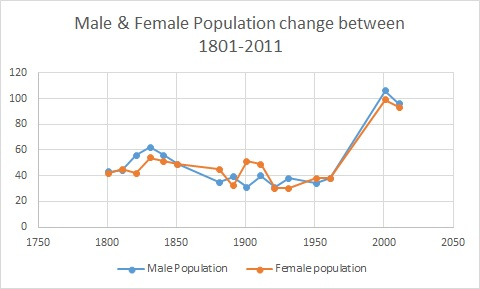